# Storstrejken 1917
Storstrejken 1917 var en storstrejk i Finland vilken pågick under tiden 14 till 20 november 1917.
Storstrejken var av klart revolutionär karaktär och syftade främst till att under den pågående bolsjevikresningen i Petrograd förhindra att interimsregeringen fick förstärkning i form av lojala trupper, till exempel kosacker, från Finland. Med denna strejk ville man även genomdriva ett inrikespolitiskt reformprogram, som framlagts av socialdemokraterna i Finlands lantdag; det innefattade bland annat krav på åtta timmars arbetsdag och stiftandet av en kommunallag. 
Röda gardet var under denna strejkvecka, då 27 personer mördades och ytterligare åtminstone sju fick sätta livet till i regelrätta strider, den faktiska makthavaren i Finland; de borgerliga hade i detta skede ingenting att sätta emot, men började nu påskynda utvecklingen av skyddskårerna. Inom arbetarrörelsen kämpade en revolutionär och en parlamentarisk linje om makten; den senare avgick temporärt med segern, sedan lantdagen den 15 november fallit till föga och stadfäst lagarna om åttatimmars arbetsdag och kommunal självstyrelse. Storstrejken 1917 sprängde en klyfta mellan socialister och borgerliga, som inte längre kunde överbryggas; motsättningarna ledde inom kort till finska inbördeskrigets utbrott.